# Rainbow (groupe coréen)
Ne doit pas être confondu avec Rainbow (groupe).
Pour les articles homonymes, voir Rainbow.
 (avril 2024).
La mise en forme du texte ne suit pas les recommandations de Wikipédia : il faut le « wikifier ».
Les points d'amélioration suivants sont les cas les plus fréquents. Le détail des points à revoir est peut-être précisé sur la page de discussion.
- Les titres sont pré-formatés par le logiciel. Ils ne sont ni en capitales, ni en gras.
- Le texte ne doit pas être écrit en capitales (les noms de famille non plus), ni en gras, ni en italique, ni en « petit »…
- Le gras n'est utilisé que pour surligner le titre de l'article dans l'introduction, une seule fois.
- L'italique est rarement utilisé : mots en langue étrangère, titres d'œuvres, noms de bateaux, etc.
- Les citations ne sont pas en italique mais en corps de texte normal. Elles sont entourées par des guillemets français : « et ».
- Les listes à puces sont à éviter, des paragraphes rédigés étant largement préférés. Les tableaux sont à réserver à la présentation de données structurées (résultats, etc.).
- Les appels de note de bas de page (petits chiffres en exposant, introduits par l'outil «  Source ») sont à placer entre la fin de phrase et le point final[comme ça].
- Les liens internes (vers d'autres articles de Wikipédia) sont à choisir avec parcimonie. Créez des liens vers des articles approfondissant le sujet. Les termes génériques sans rapport avec le sujet sont à éviter, ainsi que les répétitions de liens vers un même terme.
- Les liens externes sont à placer uniquement dans une section « Liens externes », à la fin de l'article. Ces liens sont à choisir avec parcimonie suivant les règles définies. Si un lien sert de source à l'article, son insertion dans le texte est à faire par les notes de bas de page.
- La présentation des références doit suivre les conventions bibliographiques. Il est recommandé d'utiliser les modèles {{Ouvrage}}, {{Chapitre}}, {{Article}}, {{Lien web}} et/ou {{Bibliographie}}. Le mode d'édition visuel peut mettre en forme automatiquement les références.
- Insérer une infobox (cadre d'informations à droite) n'est pas obligatoire pour parachever la mise en page.

Pour une aide détaillée, merci de consulter Aide:Wikification.
Si vous pensez que ces points ont été résolus, vous pouvez retirer ce bandeau et améliorer la mise en forme d'un autre article.
Rainbow (en coréen: 레인보우, en japonais: レインボー) est un girl group sud-coréen de sept jeunes filles formé en 2009 par le label DSP Media. Les membres du groupe étaient : Jaekyung, Seungah, Noeul, Yoonhye, Jisook, Hyunyoung et Woori. Le groupe a débuté le 12 novembre 2009 avec le mini-album, Gossip Girl. Après plusieurs mini albums et singles, les filles ont sorti leur premier album studio au Japon le 28 mars 2012, intitulé Over the Rainbow. Le 27 octobre 2016, le groupe a confirmé officiellement sa séparation à la suite des choix des membres de ne pas renouveler leurs contrats.

## Biographie

### 2009: Formation etGossip Girl
Autour de janvier 2009, les premières rumeurs concernant l'arrivée d'un nouveau girl group par DSP Media sont apparues. Le groupe serait composé de sept femmes, des rapports suggèrent que certaines membres avaient été formées par l'agence pendant quatre ans. À la fin octobre et début novembre, DSP Media publie divers teasers quotidiens et le 6 novembre un teaser vidéo de "Gossip Girl".
Le 3 novembre 2009, Rainbow est lancé comme un groupe musical officiel. Leur agence a publié une déclaration expliquant, « Les membres de Rainbow ont été choisis de telle sorte que leur apparence physique ne serait pas inférieure à Fin.K.L ».
Le 11 novembre 2009, le clip de « Gossip Girl » a été mis en ligne, coïncidant avec le mini album contenant cinq chansons font celle du même nom qui fut publié le jour suivant. Le 14 novembre 2009, le groupe a fait ses débuts au Show! Music Core, interprétant "Gossip Girl", qui était aussi leur premier single. 
Après la sortie de Gossip Girl, le groupe commence les promotions pour « Not Your Girl », un autre single du mini album qui a été écrit en réponse à la chanson de SS501 « UR Man ».

### 2010: Changement d'image et montée en popularité
En début d'août 2010, DSP Media a publié une photo comme teaser pour le suivi du groupe après Gossip Girl. Les membres portaient des robes simples et blanches, avec comme fard à paupières la couleur d'un des arcs de l'arc-en-ciel attribué à chacune d'elles. Quelques jours plus tard, une nouvelle photo teaser est dévoilée. Le 11 août 2010, le clip de "A" a été libéré. Deux jours plus tard, Rainbow apparut sur la chaîne de télévision KBS, Music Bank. Les représentations suivantes ont ensuite été diffusés au Show! Music Core et au programme SBS, Inkigayo.
Le 17 octobre 2010, DSP Media a publié une sélection de photos concept mettant en vedette les membres de Rainbow. Ces photos étaient en prévision d'un nouveau single pour "A". Le single est sorti le 19 octobre 2010, en plus de la série complète de photos concept. Le 21 octobre, leur premier live a été diffusé au M! Countdown, et a été suivie par trois autres représentations. Le groupe a donc commencé la promotion de leur prochain single, "Mach", jusqu'au 14 novembre.
Des rapports sont alors révélé, Rainbow aurait à nouveau changer son image, à la suite de la divulgation par DSP Media, "Elles ont seulement affichés leur côtés innocents et sexy. Elles vont montrer une image qui sera mis à niveau. Elles vont se transformer en l'image de sexy dominatrice.".

### 2011:So Nyeo,Sweet Dreamet débuts au Japon
En avril 2011, Rainbow sort son deuxième mini album, SO 女(Nyeo) (où 女 est le caractère d'Asie de l'Est pour désigner le mot "femme"). Une chanson du mini album, "To Me", a été publiée comme single. La saison du printemps est le concept global pour cette version, et les photos du mini album met en vedette les membres du groupe en robes blanches, avec un champ de fleurs en arrière-plan.
Une image luxueuse a été utilisée pour la promotion de "To Me", le groupe a cherché à transmettre le thème de la vengeance de la chanson. Pour une composition unique, Rainbow a collaboré avec Japan's Daishi Dance et des éléments de ballet ont été intégrés dans la chorégraphie du clip qui auraient été adaptés du Lac des cygnes. 
Le 21 juin, le clip de "Sweet Dream" a été mis en ligne, le clip a été filmé en utilisant une caméra de contrôle de mouvement. La réédition de SO 女 a été publiée le 22 juin, et contenait des pistes alternées tels que Sweet Dream, une version acoustique de "Kiss" (venant de Gossip Girl), une version club de "To Me", et une version instrumentale de "Sweet Dream". 
Le 7 septembre, Rainbow rentre dans le top du classement des téléchargements hebdomadaires de Recochoku pour la sortie japonaise de leur single "A". Le groupe a tenu une performance inaugurale dans le quartier d'Ikebukuro à Tokyo, attirant une foule de 2000 fans, elles ont interprété "A" suivie par quinze minutes de discussion. Le 14 septembre, Rainbow sort son premier single sur le marché japonais, "A", et a atteint la troisième place du classement japonais Oricon, vendant 10 141 exemplaires. Le single inclus un remake japonais de leur premier single "Gossip Girl", ainsi que d'un DVD exclusif. Les débuts de Rainbow à la télévision japonaise au spectacle Sukkiri, interprétant "A". Le 7 décembre, le groupe sort son deuxième single japonais, la version japonaise de "Mach" (japonais : マッハ) et atteint la neuvième place de l'Oricon.

### 2012: Rainbow Pixie,Over the Rainbowet projets en solo
Le 3 janvier 2012, DSP Media annonce qu'une partie du groupe fera une sous unité plus précisément un trio. Le même jour, une image teaser a été révélé sur le site de l'agence, révélant « Rainbow Pixie », le nom du trio. Le 4 janvier, une autre image est publiée révélant les membres du groupe que Seungah, Jisook et Hyunyoung. Le groupe sort son premier morceau, « Hoi Hoi », le 12 janvier, et ont tenu leur première performance au Show! Music Core.
Le 14 mars, Rainbow sort un single japonais, intitulé « Gonna Gonna Go! » (Japonais : ガナガナGO!) Un teaser du clip a été révélé le 24 février, ainsi que les détails de leur premier album, nommé Over the Rainbow, publié le 28 mars. 
DSP Media a annoncé que le reste du groupe entreprendra d'autres projets en Corée du Sud jusqu'à nouvel ordre. Woori a participé au spectacle de variétés "Invincible Youth", mais a quitté la série pour jouer dans le sitcom de KBS « I Need A Fairy ». Jaekyung a participé au drama « Monster » de jTBC, dont la première le 2 avril. Le 19 avril, DSP Media a déclaré que Hyunyoung avait été diagnostiquée avec un polype des cordes vocales et a subi une intervention chirurgicale pour son enlèvement, précisant en outre que, « Comme son emploi du temps est devenu plus qu'occupé, elle a beaucoup dû utiliser sa voix, c'est pourquoi je pense qu'elle a développé le polype ». Jaekyung est également apparu dans le nouveau programme de SBS « Law of the Jungle W ». La chanteuse a aussi fait une apparition dans la saison 2 de l'émission de tvN, The Genius. Seungah fait partie de la saison 1 du même groupe d'émission, « The Romantic and Idol ».

### 2013:Rainbow SyndromePartie 1 & 2

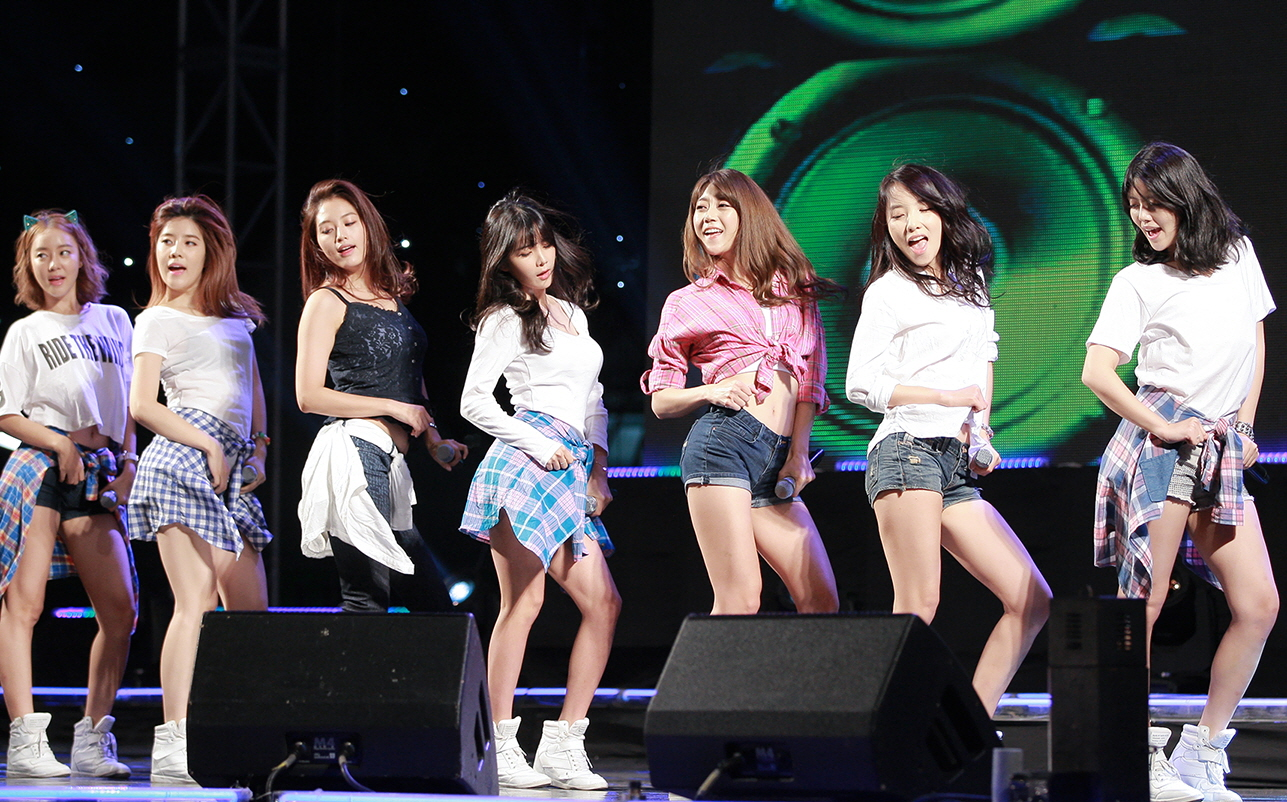
Rainbow sur scène en 2013.

Le 5 février 2013, il a été confirmé que le groupe publierai la première partie de son premier album studio Rainbow Syndrome, le 13 février. Le groupe a également tenu un showcase spécial le même jour pour célébrer la sortie du clip de "Tell Me Tell Me" ainsi que de la première partie de Rainbow Syndrome. La date de sortie de la deuxième partie est en juin, et Rainbow continuera avec le concept lumineux de la première partie. Rainbow a initialement prévu son retour avec une autre image, elles continueront avec le concept lumineux pour donner aux amateurs de musique une chanson amusante pour l'été. Le 27 mai, un teaser de leur retour a été mis en ligne sur YouTube. Le titre principal pour la deuxième partie de Rainbow Syndrome est "Sunshine". Le 5 juin, le clip vidéo de "Sunshine" et la deuxième partie de Rainbow Syndrome sont mis en ligne.

### 2014-2016: Rainbow Blaxx,Innocent, Prismet séparation
Une seconde sous-unité, nommée Rainbow Blaxx, a été formée en janvier 2014 avec les membres : Jaekyung, Woori, Seungah et Hyunyoung. Leur album spécial, RB Blaxx, est sorti le 20 janvier 2014. Le clip vidéo du titre principal, "Cha Cha", a été dirigé par Digipedi,. Le clip vidéo, ainsi que la chorégraphie de la chanson ont suscité la controverse pour être "trop sexuels",.
Un an et sept mois après leur dernière activité de groupe au complet, les Rainbow ont finalement annoncé leur retour sur le devant de la scène pour le mois de février.
DSP Media a en effet annoncé cette information de façon soudaine et inattendue, en révélant une image sur le set du photo shoot de ce nouvel album.
Sur la photo en question, on retrouve trois membres du groupe, Woori, Hyunyoung et Jisook, souriantes et tenant dans leurs mains un écriteau sur lequel on peut lire : “Rainbow va enfin faire son comeback.”.
Le 11 février 2015, les Rainbow ont annoncé officiellement leur retour avec la révélation d'une première image teaser. Suivi par d'autres le lendemain. Le 17 février, DSP Media a mis en ligne un teaser vidéo pour "Black Swan", chanson principale de leur nouveau mini-album.
Le 23 février, le clip vidéo de "Black Swan" a été mis en ligne et l'EP, Innocent a été publié.
Le 12 mars, Rainbow termine la promotion de "Black Swan" après seulement deux semaines. L'annonce a été faite par le biais du média Dispatch et le fan café du groupe. Innocent symbolisait le premier retour du groupe au complet après un an et huit mois d'absence. Malheureusement, le titre principal "Black Swan" n'a pas réussi à maintenir une quelconque place au sein du top 100 et n'a donc pas réussi à recueillir le succès escompté. Des résultats décevants qui expliquent la fin précipitée de leur promotion.
Le 15 février 2016, Rainbow sort son quatrième mini-album intitulé Prism. Le 27 octobre, les membres annoncent qu'elles n'envisagent pas de renouveler leurs contrats avec DSP Media, le groupe prendra alors fin le 12 novembre, quand ils expireront.
Dans une interview en 2018, Jisook déclare que les membres du groupe sont toujours en contact et discutent d'un possible retour dans l'industrie. 

### 2019: Dixième anniversaire et retour
Le 31 octobre 2019, les Rainbow annoncent qu'elles vont sortir un mini-album spécial pour leur dixième anniversaire. En novembre, le groupe produit son cinquième mini-album, Over the Rainbow qui sort, accompagné du clip vidéo Aurora le 14 novembre.

## Membres
| Nom de scène | Nom de scène | Nom de naissance | Nom de naissance | Date de naissance | Nationalité  | Position                                              |
| Romanisé     | Coréen       | Romanisé         | Coréen           | Date de naissance | Nationalité  | Position                                              |
| ------------ | ------------ | ---------------- | ---------------- | ----------------- | ------------ | ----------------------------------------------------- |
| Woori        | 우리         | Go Woo Ri        | 고 우리          | 22 février 1988   | Sud-coréenne | Rappeuse, danseuse, Unnie (la plus âgée)              |
| Seungah      | 승아         | Oh Seung Ah      | 오승아           | 13 septembre 1988 | Sud-coréenne | Chanteuse                                             |
| Jaekyung     | 재경         | Kim Jae Kyung    | 김재경           | 24 décembre 1988  | Sud-coréenne | Leader, danseuse, chanteuse, visuel, visage du groupe |
| Noeul        | 노을         | No Eul           | 노을             | 10 mai 1989       | Sud-coréenne | Chanteuse, rappeuse                                   |
| Yoonhye      | 윤혜         | Jung Yoon Hye    | 정윤혜           | 14 avril 1990     | Sud-coréenne | Chanteuse, rappeuse                                   |
| Jisook       | 지숙         | Kim Ji Sook      | 김지숙           | 18 juillet 1990   | Sud-coréenne | Chanteuse                                             |
| Hyunyoung    | 현영         | Jo Hyun Young    | 조현영           | 11 août 1991      | Sud-coréenne | Chanteuse, Maknae (la plus jeune)                     |

## Discographie

### Albums studios
| Titre                                                                                       | Détails de l'album | Meilleures positions | Meilleures positions | Ventes                                     |
| Titre                                                                                       | Détails de l'album | JPN                  | COR                  | Ventes                                     |
| Coréen                                                                                      | Coréen | Coréen               | Coréen               | Coréen                                     |
| ------------------------------------------------------------------------------------------- | --- | -------------------- | -------------------- | ------------------------------------------ |
| Rainbow Syndrome                                                                            | Part 1 - Date de sortie : 13 février 2013 - Labels : DSP Media, CJ E&M - Formats : CD, téléchargement numérique                   | 164                  | 2                    | - COR: Plus de 14 179 - JPN: Plus de 1 850 |
| Rainbow Syndrome                                                                            | Part 2: Sunshine - Date de sortie : 4 juin 2013 - Labels : DSP Media, LOEN Entertainment - Formats : CD, téléchargement numérique | 234                  | 6                    | - COR: Plus de 14 179 - JPN: Plus de 1 850 |
| Japonais                                                                                    | |                      |                      |                                            |
| Over the Rainbow                                                                            | - Date de sortie : 28 mars 2012 - Réédition : 12 décembre 2012 - Label : Universal Sigma - Formats : CD, téléchargement numérique | 10                   | —                    | - JPN: Plus de 31 559                      |
| "—" montre qu'aucun classement n'a été atteint ou que ce n'est pas sorti dans cette région. | |                      |                      |                                            |

### Mini-albums (EPs)
| Titre                                                                                       | Détails de l'album | Meilleures positions | Ventes                                      |        |
| Titre                                                                                       | Détails de l'album | COR                  | Ventes                                      |        |
| Coréen                                                                                      | Coréen | Coréen               | Coréen                                      | Coréen |
| ------------------------------------------------------------------------------------------- | --- | -------------------- | ------------------------------------------- | ------ |
| Gossip Girl                                                                                 | - Date de sourire : 12 novembre 2009 - Label : DSP Media - Formats : CD, téléchargement numérique                                   | —                    | - COR: Plus de 15 000                       |        |
| So Girls                                                                                    | - Date de sortie : 7 avril 2011 - Réédition : 22 juin 2011 (repackage) - Label : DSP Media - Formats : CD, téléchargement numérique | 3                    | - COR: Plus de 27 697, - JPN: Plus de 1 422 |        |
| RB Blaxx                                                                                    | - Date de sortie : 20 janvier 2014 - Label : DSP Media - Formats : CD, téléchargement numérique                                     | 3                    | - COR: Plus de 6 436 - JPN: Plus de 554     |        |
| Innocent                                                                                    | - Date de sortie : 23 février 2015 - Label : DSP Media - Formats : CD, téléchargement numérique                                     | 5                    | - COR: Plus de 4 176 - JPN: Plus de 369     |        |
| Prism                                                                                       | - Date de sortie : 15 février 2016 - Label : DSP Media - Formats : CD, téléchargement numérique                                     | 8                    | - COR: Plus de 3 809 - JPN: Plus de 422     |        |
| Over the Rainbow                                                                            | - Date de sortie : 14 novembre 2019 - Label : DSP Media - Formats : téléchargement numérique                                        | _                    | _                                           |        |
| "—" montre qu'aucun classement n'a été atteint ou que ce n'est pas sorti dans cette région. | |                      |                                             |        |

### Singles
| Titre                                                                                       | Année  | Meilleures positions | Meilleures positions | Meilleures positions | Meilleures positions | Meilleures positions | Ventes                        | Album                          |
| Titre                                                                                       | Année  | COR                  | KOR K-Pop            | JPN                  | JPN J-Pop            | US World             | Ventes                        | Album                          |
| Coréen                                                                                      | Coréen | Coréen               | Coréen               | Coréen               | Coréen               | Coréen               | Coréen                        | Coréen                         |
| ------------------------------------------------------------------------------------------- | ------ | -------------------- | -------------------- | -------------------- | -------------------- | -------------------- | ----------------------------- | ------------------------------ |
| "Gossip Girl"                                                                               | 2009   | 62                   | —                    | —                    | —                    | —                    |                               | Gossip Girl                    |
| "Not Your Girl"                                                                             | 2010   | 84                   | —                    | —                    | —                    | —                    |                               | Gossip Girl                    |
| "A"                                                                                         | 2010   | 9                    | —                    | —                    | —                    | —                    | - COR (DL): Plus de 1 617 074 | So Girls                       |
| "Mach"                                                                                      | 2010   | 19                   | —                    | —                    | —                    | —                    |                               | So Girls                       |
| "To Me"                                                                                     | 2011   | 5                    | —                    | —                    | —                    | —                    | - COR (DL): Plus de 1 484 948 | So Girls                       |
| "Sweet Dream"                                                                               | 2011   | 8                    | —                    | —                    | —                    | —                    | - COR (DL): Plus de 1 266 120 | So Girls                       |
| "Tell Me Tell Me"                                                                           | 2013   | 14                   | 13                   | —                    | —                    | —                    | - COR (DL): Plus de 754 331   | Rainbow Syndrome               |
| "Sunshine"                                                                                  | 2013   | 13                   | 8                    | —                    | —                    | —                    | - COR (DL): Plus de 401 939   | Rainbow Syndrome               |
| "Black Swan"                                                                                | 2015   | 43                   | —                    | —                    | —                    | 16                   | - COR (DL): Plus de 47 132    | Innocent                       |
| "Whoo"                                                                                      | 2016   | 40                   | —                    | —                    | —                    | —                    | - COR (DL): Plus de 70 858    | Prism                          |
| "Aurora"                                                                                    | 2019   | —                    | —                    | —                    | —                    | —                    |                               | Over the rainbow               |
| Japonais                                                                                    |        |                      |                      |                      |                      |                      |                               |                                |
| "A"                                                                                         | 2011   | —                    | —                    | 3                    | 4                    | —                    | - JPN: Plus de 45 000         | Over the Rainbow               |
| "Mach"                                                                                      | 2011   | —                    | —                    | 9                    | 15                   | —                    | - JPN: Plus de 22 000         | Over the Rainbow               |
| "Gonna Gonna Go!"                                                                           | 2012   | —                    | —                    | 7                    | 23                   | —                    | - JPN: Plus de 17 000         | Over the Rainbow               |
| Sous-groupes                                                                                |        |                      |                      |                      |                      |                      |                               |                                |
| "Hoi Hoi" (Sous-groupe: Rainbow Pixie)                                                      | 2012   | 35                   | 35                   | —                    | —                    | —                    | - COR (DL): Plus de 664 610   | Gonna Gonna Go! (single album) |
| "Cha Cha" (Sous-groupe: Rainbow Blaxx)                                                      | 2014   | 20                   | 26                   | —                    | —                    | —                    | - COR (DL): Plus de 342 833   | RB Blaxx (special album)       |
| "—" montre qu'aucun classement n'a été atteint ou que ce n'est pas sorti dans cette région. |        |                      |                      |                      |                      |                      |                               |                                |

### Autres chansons classées
| Titre                                | Année | Meilleures positions | Album                    |
| Titre                                | Année | COR                  | Album                    |
| ------------------------------------ | ----- | -------------------- | ------------------------ |
| "Sad But Romantic (슬퍼도 로맨틱)"   | 2012  | 62                   | The Sparkling OST Part.1 |
| "Kiss"                               | 2012  | 115                  | Gossip Girl              |
| "So Cool"                            | 2011  | 104                  | So Girls                 |
| "I Said You're The One (너뿐이라고)" | 2011  | 111                  | So Girls                 |
| "I'm With You (그대와 난)"           | 2011  | 61                   | City Hunter OST          |
| "A Story You Never Knew But I Know"  | 2013  | 143                  | Rainbow Syndrome         |
| "Golden Touch"                       | 2013  | 200                  | Rainbow Syndrome         |

## Télévision
- Special D-DAY Rainbow (4 épisodes)
- HANLOVE Girls (17 épisodes)

## Récompenses
| Année | Awards                                                                               |
| ----- | ------------------------------------------------------------------------------------ |
| 2010  | - Cyworld Digital Music Awards: Rookie of the Month (September) ("A")                |
| 2011  | - 12th Korean Video Daejun's Award: Most Photogenic of the Year                      |
| 2012  | - 26th Golden Disk Awards: Hallyu Icon Award - 7th Asia Model Award : New Star Award |